# Бялашево (Підляське воєводство)
Бялашево (пол. Białaszewo) — село в Польщі, у гміні Граєво Ґраєвського повіту Підляського воєводства.
Населення — 399 осіб (2011).
У 1975-1998 роках село належало до Ломжинського воєводства.

## Демографія
Демографічна структура станом на 31 березня 2011 року:
|          | Загалом | Допрацездатний вік | Працездатний вік | Постпрацездатний вік |
| -------- | ------- | ------------------ | ---------------- | -------------------- |
| Чоловіки | 201     | 45                 | 130              | 26                   |
| Жінки    | 198     | 42                 | 113              | 43                   |
| Разом    | 399     | 87                 | 243              | 69                   |